# الخطوط الجوية البريطانية الرحلة 2276
حادث الرحلة 2276 للخطوط الجوية البريطانية طائرة بوينغ 777-236ER كانت تحمل علي متنها 157 راكبا و13 من أفراد الطاقم أقلعت من لاس فيغاس متجهة إلى لندن في 8 سبتمبر 2015، كان سبب الحادث التهاب حريق في المحرك مما أدى إلى احتراقها أثاء الإقلاع في مطار ماكاران الدولي ونجا جميع الركاب والطاقم البالغ عددهم 170 شخصا وجرح 27 شخصًا.